# Harrod-Domar-model
Het Harrod-Domar-model wordt in de ontwikkelingseconomie gebruikt om de mate van economische groei te verklaren in termen van de spaarquote en de marginale productiviteit van kapitaal.
Het model suggereert dat er geen natuurlijke reden voor een economie is om een evenwichtige groei te hebben.
Het model werd onafhankelijk van elkaar in 1939 door Roy Harrod en in 1946 door Evsey Domar ontwikkeld. Het Harrod-Domar-model was de voorloper van het neoklassieke groeimodel. Het essentieel verschil tussen Harrod en Domar  is dat bij Harrod de investeringen endogeen bepaald worden via een accelerator, terwijl ze bij Domar exogeen zijn. Dit heeft voor gevolg dat terwijl het Harrod-model instabiel is, dat van Domar relatief stabiel is. Willy Van Ryckeghem testte de stabiliteit van het Domar-model door de investeringen afhankelijk te maken van de capaciteitsbezetting van de economie. Dit bevestigde de relatieve stabiliteit van het model. De instabiliteit van het Harrod model was dus wel degelijk te wijten aan het accelerator-effect.